# Carlos Tejedor
Pour les articles homonymes, voir Carlos Tejedor (homonymie) et Tejedor.
Carlos Tejedor (né le 4 novembre 1817 Buenos Aires et mort le 3 janvier 1903 dans la même ville) est un juriste et homme politique argentin, gouverneur de la province de Buenos Aires entre 1878 et 1880. Il fut une des figures les plus intransigeantes du centralisme portègne et de la lutte contre la fédéralisation de Buenos Aires.